# 색다른 밤
《색다른 밤》은 대한민국의 SBS에 방송됐던 예능 프로그램인데 MC 남희석의 저급한 언어 사용과 출연자끼지 개인적인 잡담을 방송의 주 내용으로 삼는 등 전형적인 전파 낭비 프로그램이란 지적을 사 한국여성민우회 미디어운동본부 선정 "2000 최악의 프로그램" 불명예를 안았으며 2000년 10월 22일부터 일요일 밤 11시 30분으로 이동했음에도 2001년 3월 18일 방영분에서 MC 남희석과 초대손님 박광현이 중견 연극배우 오현경을 “홍콩 영화에서 기억상실증 연기를 했던 배우 닮았다”고 손을 덜덜 떨어 흉내내며 낄낄거려 따끔한 눈초리를 샀고 결국 2001년 봄 개편으로 막을 내렸다.

## 출연자
- 남희석
- 김정현
- 진희경
- 이혜영
- 박지윤
- 최은주

## 결방
- 2000년 6월 11일 - 9시 50분부터 남북 정상회담 특별기획 <평화통일 콘서트> 1~2부 편성
- 2000년 10월 15일 - 9시 50분부터 특선영화 《고공침투》 편성[3]
- 2000년 10월 29일 - 창사 10주년 특별기획 <서울-세계 불꽃축제> 편성(이로 인해 11월 5일 26회 1부, 12월 24일 26회 2부 편성)
- 2000년 12월 10일 - 노벨 평화상 시상식 편성
- 2000년 12월 31일 - 9시 50분부터 연기대상 1~2부 편성[4]
- 2001년 1월 21일 - 9시 50분부터 설 특집 2부작 드라마 《먼길》 편성[5]